# Fantozzi saluta e se ne va: le ultime lettere del rag. Ugo Fantozzi
Fantozzi saluta e se ne va: le ultime lettere del rag. Ugo Fantozzi è un romanzo scritto da Paolo Villaggio e pubblicato da Arnoldo Mondadori Editore nel 1994.

## Trama
Il soggetto è tratto dai precedenti film Fantozzi alla riscossa (1990) e da Fantozzi in paradiso (1993) diretti da Neri Parenti e interpretati dallo stesso Villaggio. Ugo Fantozzi è ormai vittima da decenni dei soprusi dei suoi Megadirettori e colleghi quali la Signorina Silvani e il Geometra Calboni. Solo l'ottuso Ragionier Filini è ancora suo amico con il quale condivide tragiche disavventure.
Oltretutto la nipotina Uga, concepita dalla bruttissima figlia Mariangela col satiromane Loris Batacchi (ma cresciuta dallo scimmiesco Piero Bongo), sta diventando sempre più grande e i segni della sua essenza babbuina sono sempre più evidenti, tanto che a Fantozzi viene chiesto, da un produttore cinematografico, di far partecipare la nipote a un provino per una serie televisiva. Inoltre Fantozzi è anche vittima delle beffe dei nuovi giovani impiegati della prestigiosa Megaditta che lo usano come modello per definire cosa succede a chi non imbroglia e non si spiana la strada con le azioni ruffiane e i sotterfugi nei confronti di chi è più potente in Italia.
Fantozzi non ne può più di queste cattiverie e così si fa istruire su come apparire più agguerrito, faccia tosta e capace di commettere azioni ignobili. I suoi direttori lo notano e subito lo elevano ad alte cariche politiche, giudiziarie e amministrative; tuttavia, il Ragionier Fantozzi non è adatto a questi climi di crudeltà assoluta e meschinità allo stato più basso, così involontariamente commette uno sbaglio e precipiterà alla sua solita bassa condizione. Si sta avvicinando per lui e per i colleghi anche il periodo triste che precede la morte.
Infatti quasi tutti gli impiegati della Megaditta hanno "superato i 150 anni" e l'uno dopo l'altro soccombono al Tristo Mietitore. Solo Fantozzi è uno dei più agguerriti ma ben presto come Calboni anche lui dopo essersi divertito con la Signorina Silvani, credendo che dovesse morire entro pochi giorni dall'ultima visita all'ospedale, morirà per un tragico incidente. Ma il ragioniere non troverà pace nemmeno in Paradiso.

## Edizioni
- Paolo Villaggio, Fantozzi saluta e se ne va: le ultime lettere del rag. Ugo Fantozzi, Arnoldo Mondadori Editore 1994, ISBN 8804379251